# 广序剪股颖
广序剪股颖（学名：Agrostis hookeriana）为禾本科剪股颖属下的一个种。